# Elsbeere
Die Elsbeere (Sorbus torminalis) ist eine Pflanzenart aus der Gattung der Mehlbeeren (Sorbus) in der Subtribus Kernobstgewächse (Pyrinae) innerhalb der Familie der Rosengewächse (Rosaceae).

## Beschreibung

### Erscheinungsbild und Blatt
Die Elsbeere ist ein sommergrüner Laubbaum, der Wuchshöhen von bis über 20 Metern, sehr selten bis über 25 Metern erreicht. Der Stammdurchmesser erreicht bis über 1 Meter, ganz selten mehr, bis über 1,5 Meter. Die Borke ist bei älteren Bäumen häufig asch-grau bis braun-grau und kleinschuppig. Man kann die Borke der Elsbeere leicht mit einer Eichenrinde verwechseln.
Die wechselständig an den Zweigen angeordneten, einfachen Laubblätter sind in Blattstiel und Blattspreite gegliedert. Der Blattstiel ist 2,5–5 Zentimeter lang. Die Blattspreite ist bei einer Länge von 5 bis 11 Zentimetern im Umriss eiförmig bis verkehrt-eiförmig. Der Blattrand ist spitz gelappt und ungleich gesägt, die Anzahl der Lappen beträgt drei bis fünf. Die Herbstfärbung der Laubblätter ist orange-rötlich.

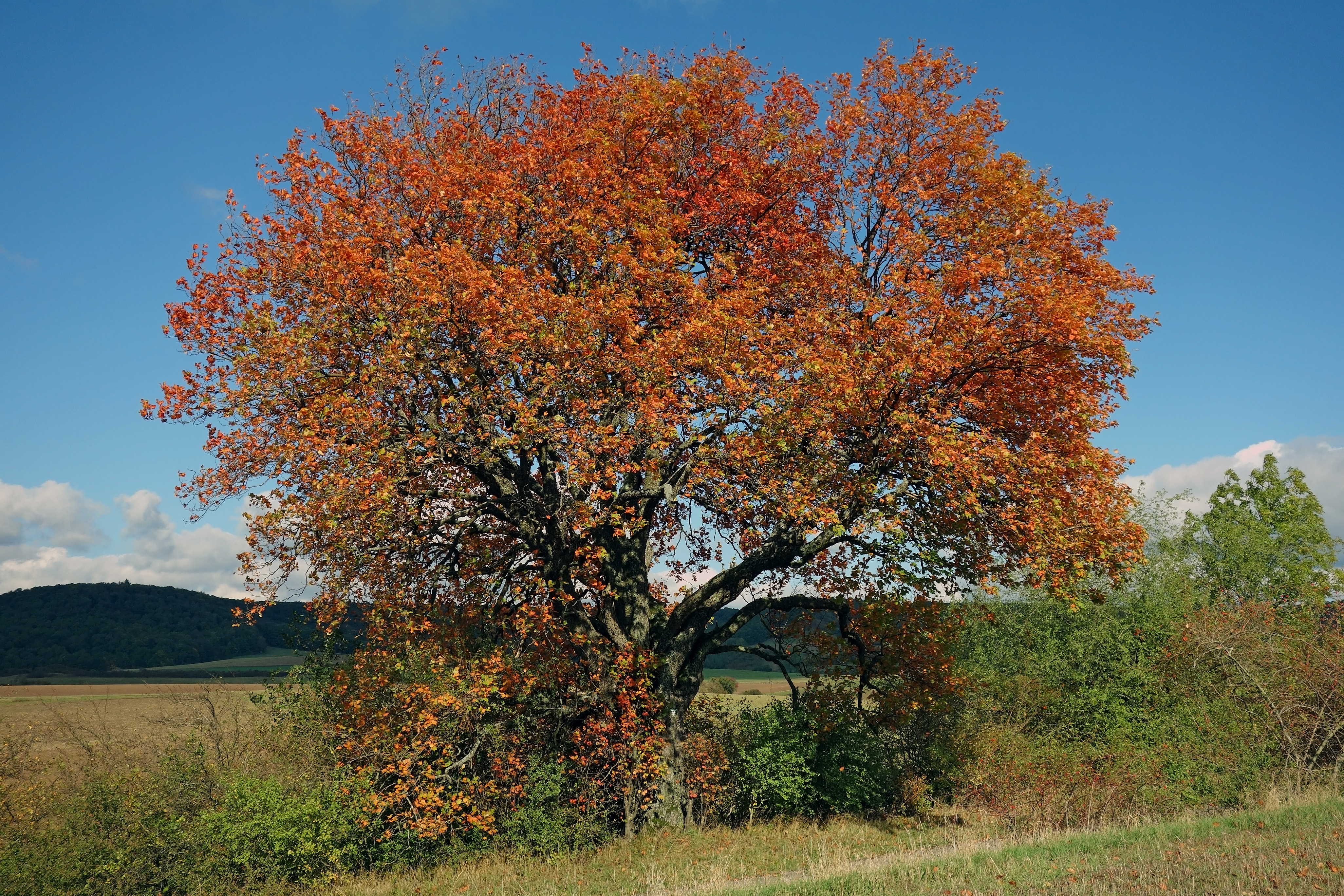
Elsbeere mit Herbstlaub
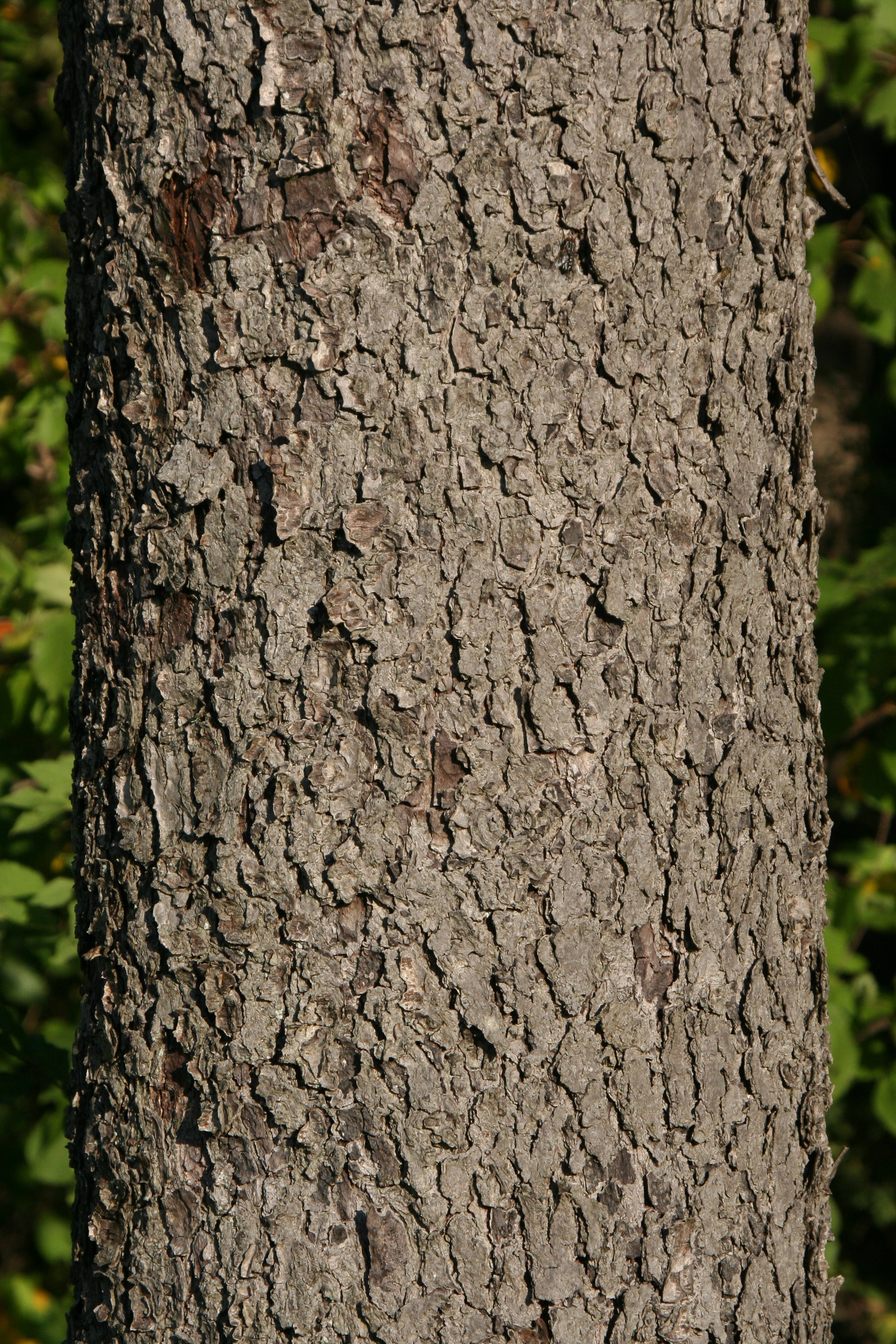
Borke
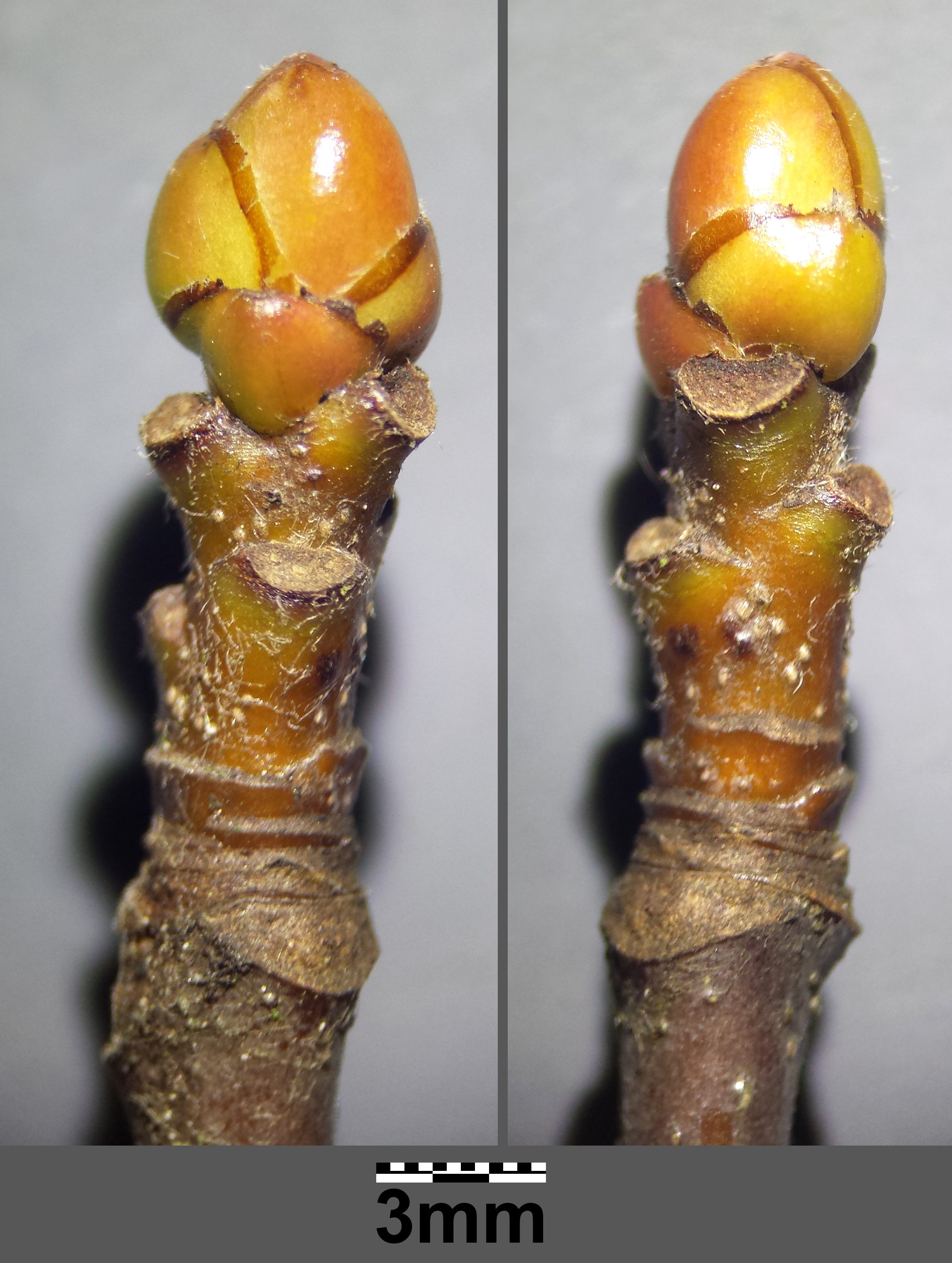
Winterknospen
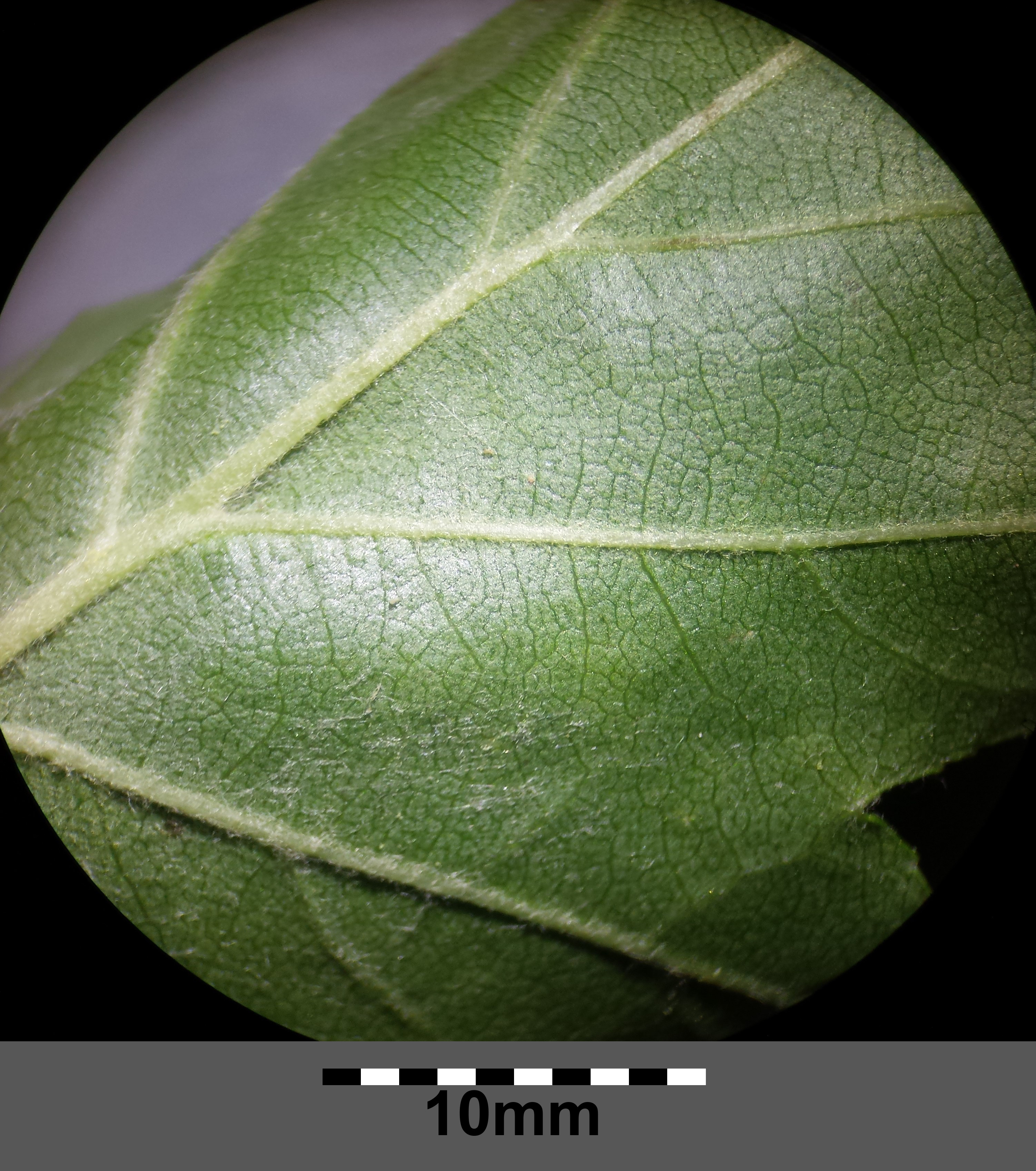
Blattunterseite
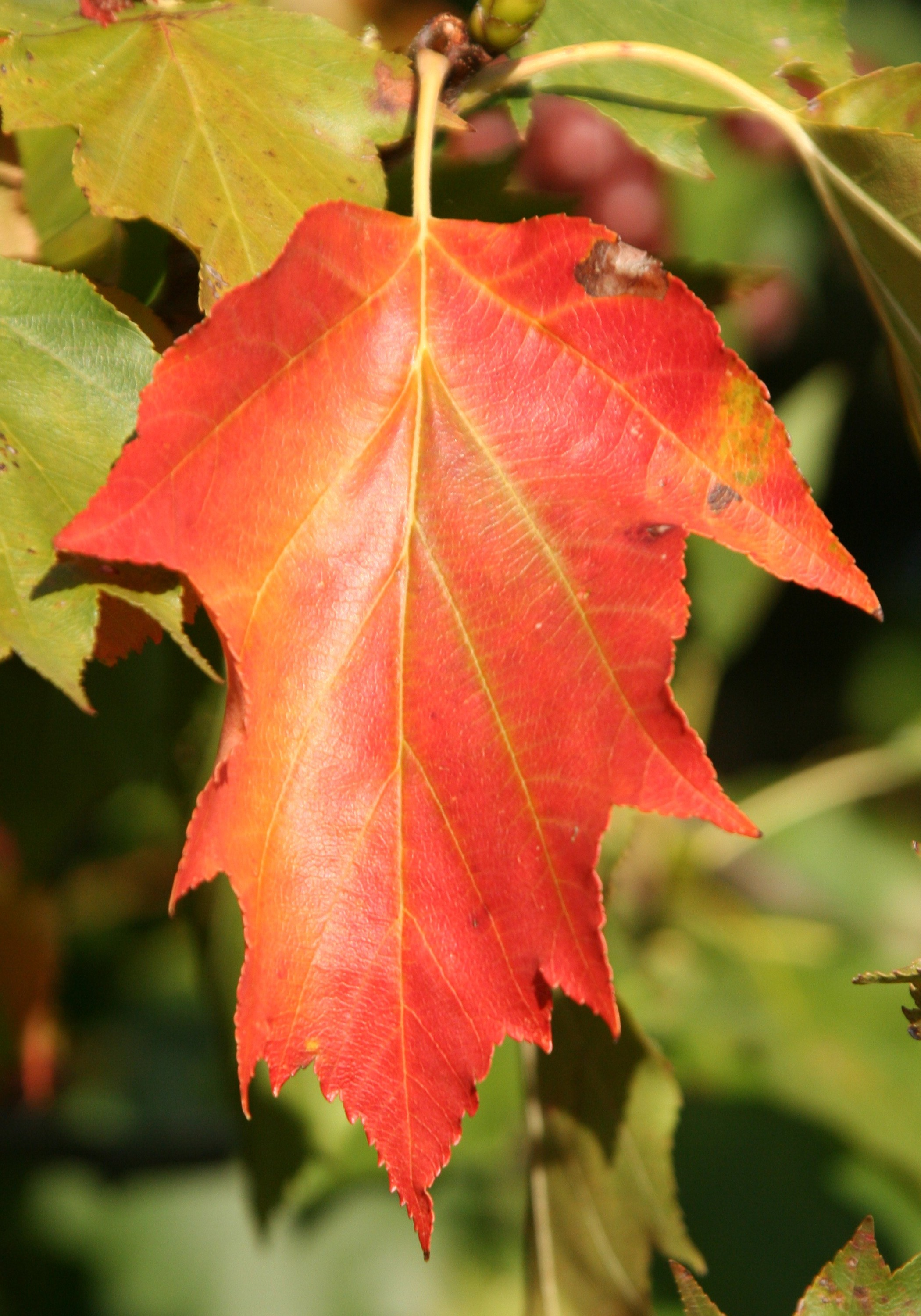
Laubblatt im Herbst
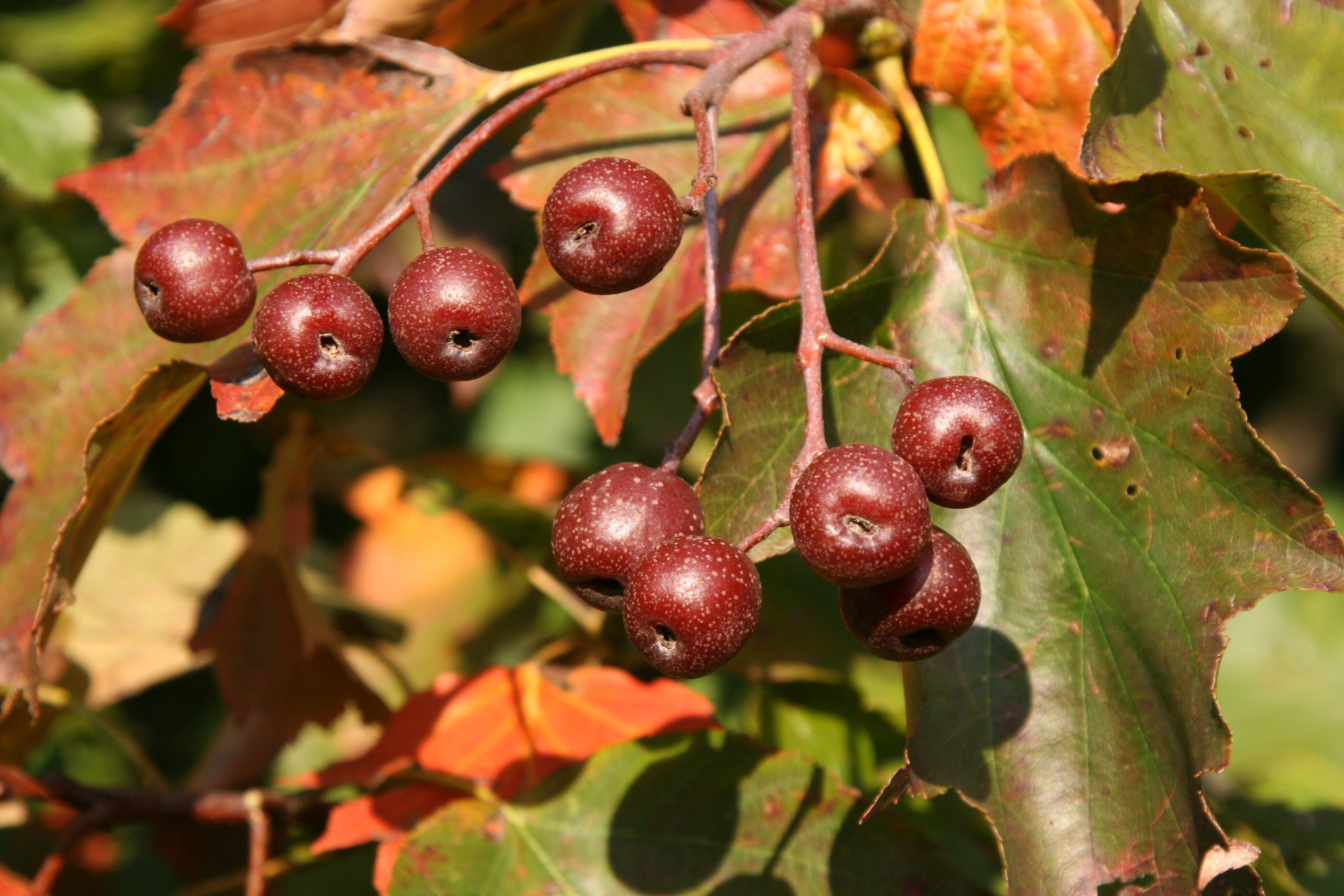
Früchte

### Generative Merkmale
Die Blütezeit liegt zwischen Mai und Juli. Die zwittrigen, fünfzähligen Blüten sind weiß und bilden aufrechte, lockere und feinhaarige, vielblütige Schirmrispen. Die geöffneten Blütenstände verströmen einen Geruch.
Die ledrigen, kahlen, zweifächrigen und zwei bis viersamigen Apfelfrüchte (Scheinfrucht) mit der Kelchhöhlung an der Spitze sind bei einer Größe von bis etwa 1,5–1,9 Zentimetern verkehrt-eiförmig bis rundlich; sie sind erst olivgrün, dann rötlich, später dann bräunlich mit hellen Punkten. Die abgeflachten, eiförmigen, rot-braunen und matten Samen sind bis 7–8 Millimeter lang.
Die Chromosomenzahl beträgt 2n = 34 oder 68.

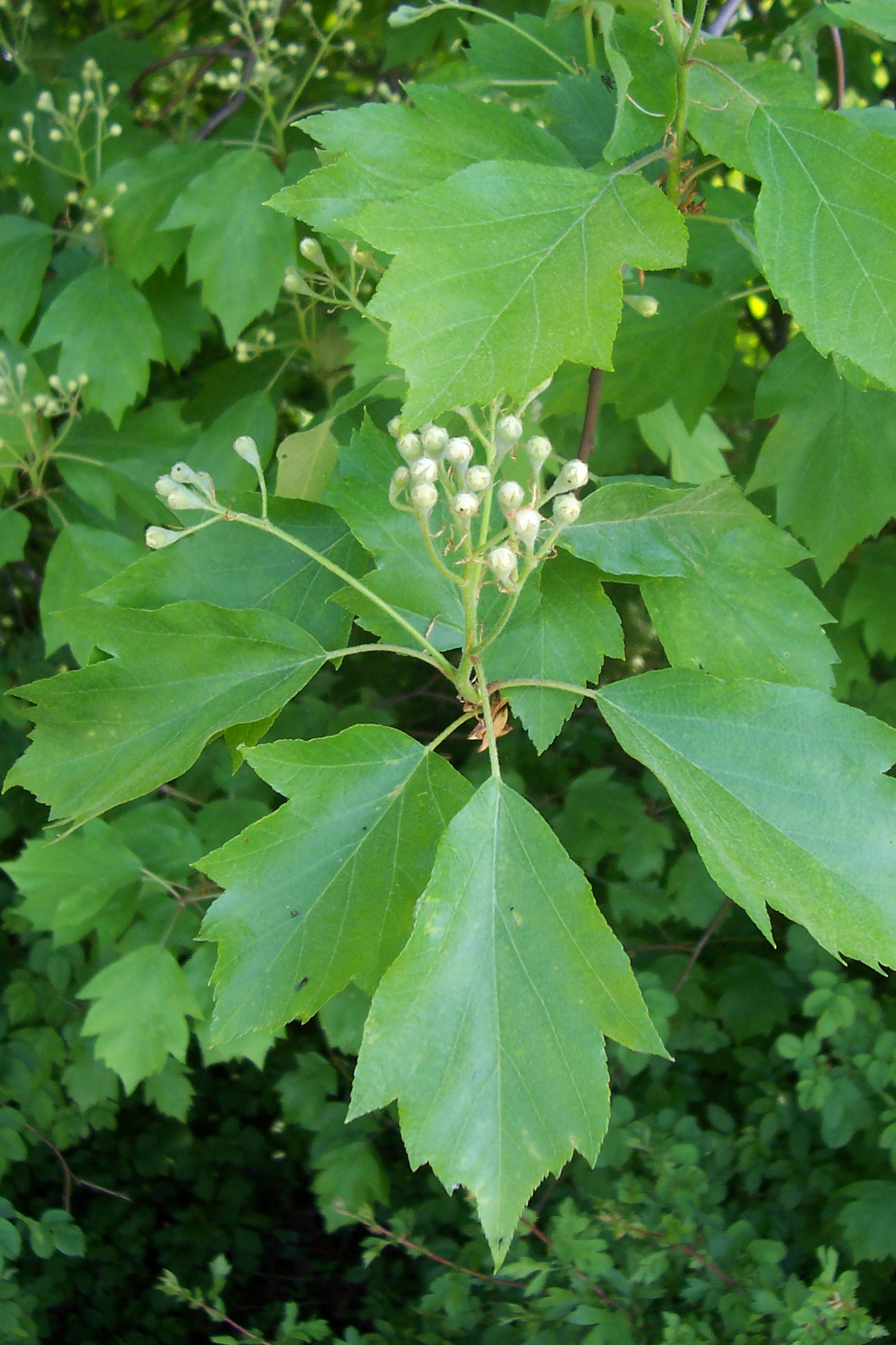
Laubblätter und Blütenstand mit Blütenknospen
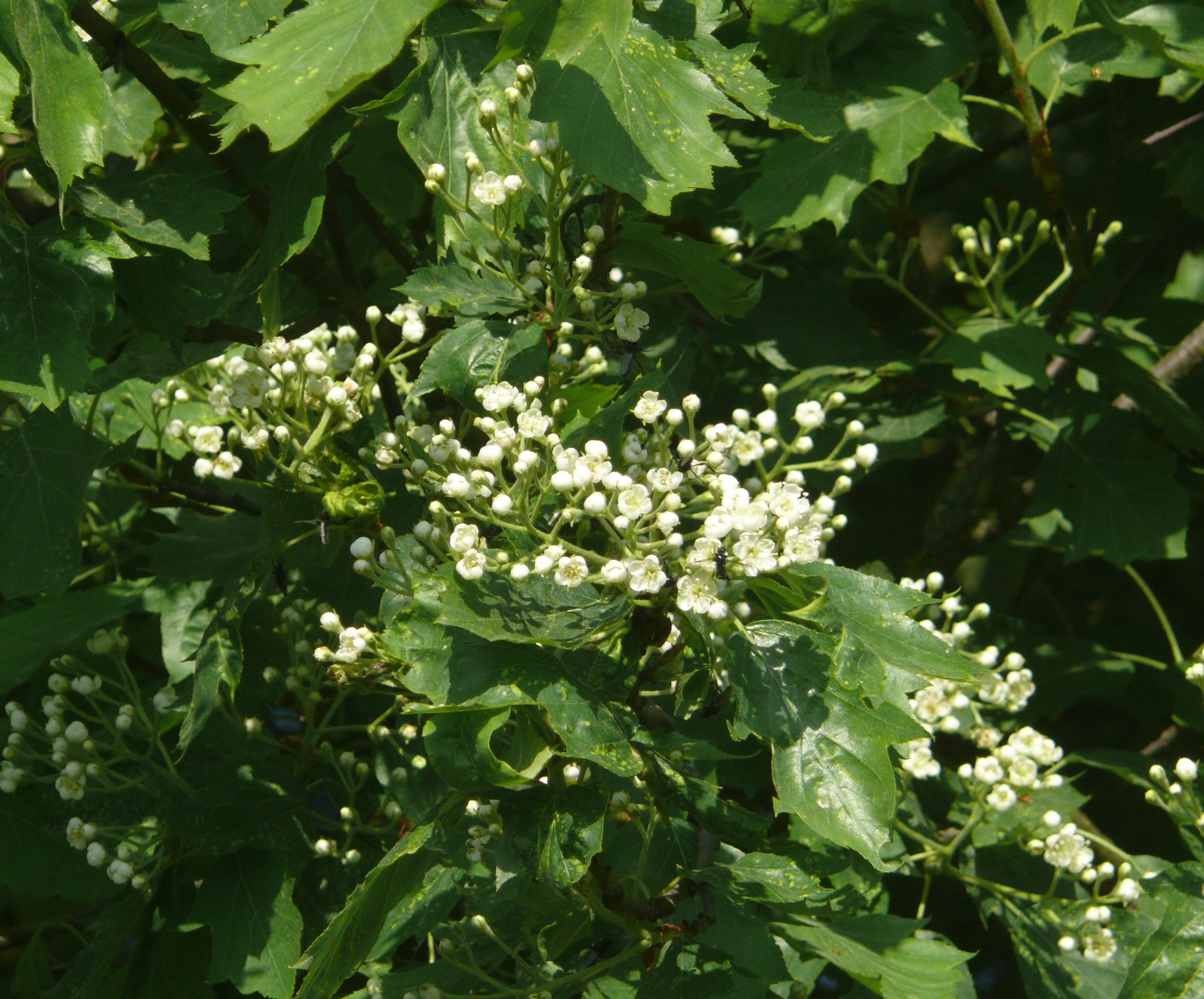
Laubblätter und Blütenstände
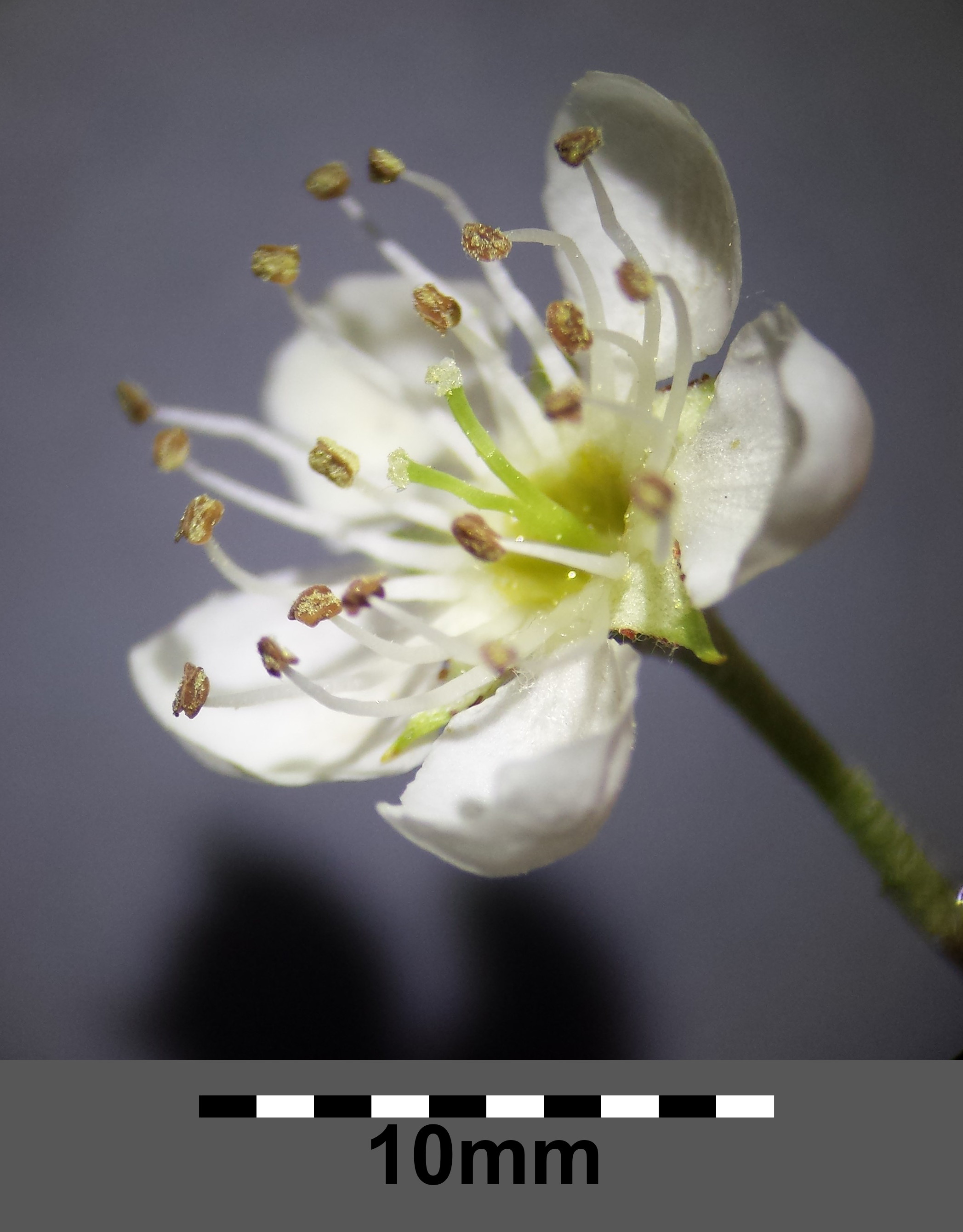
Blüte
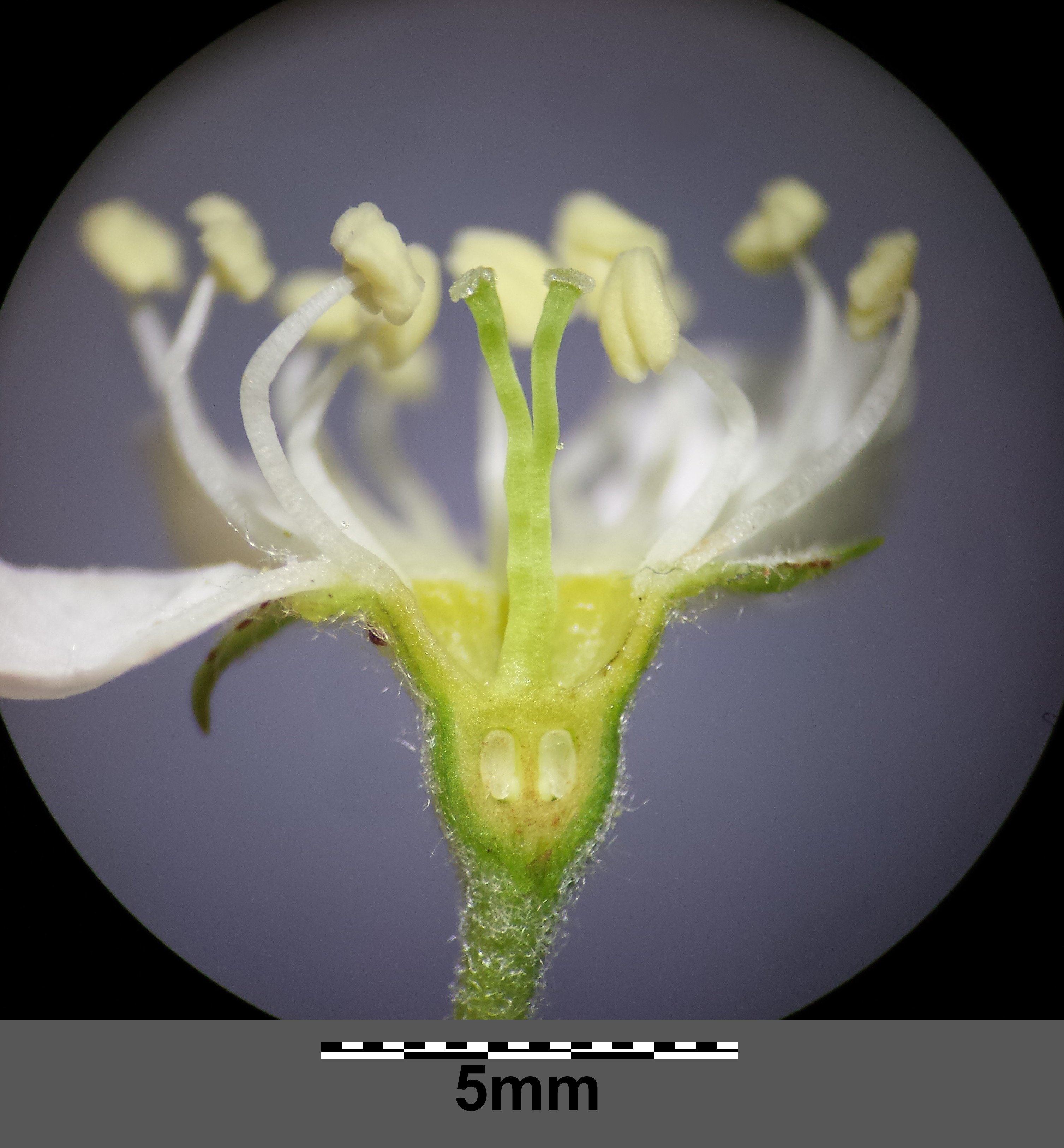
Quergeschnittene Blüte
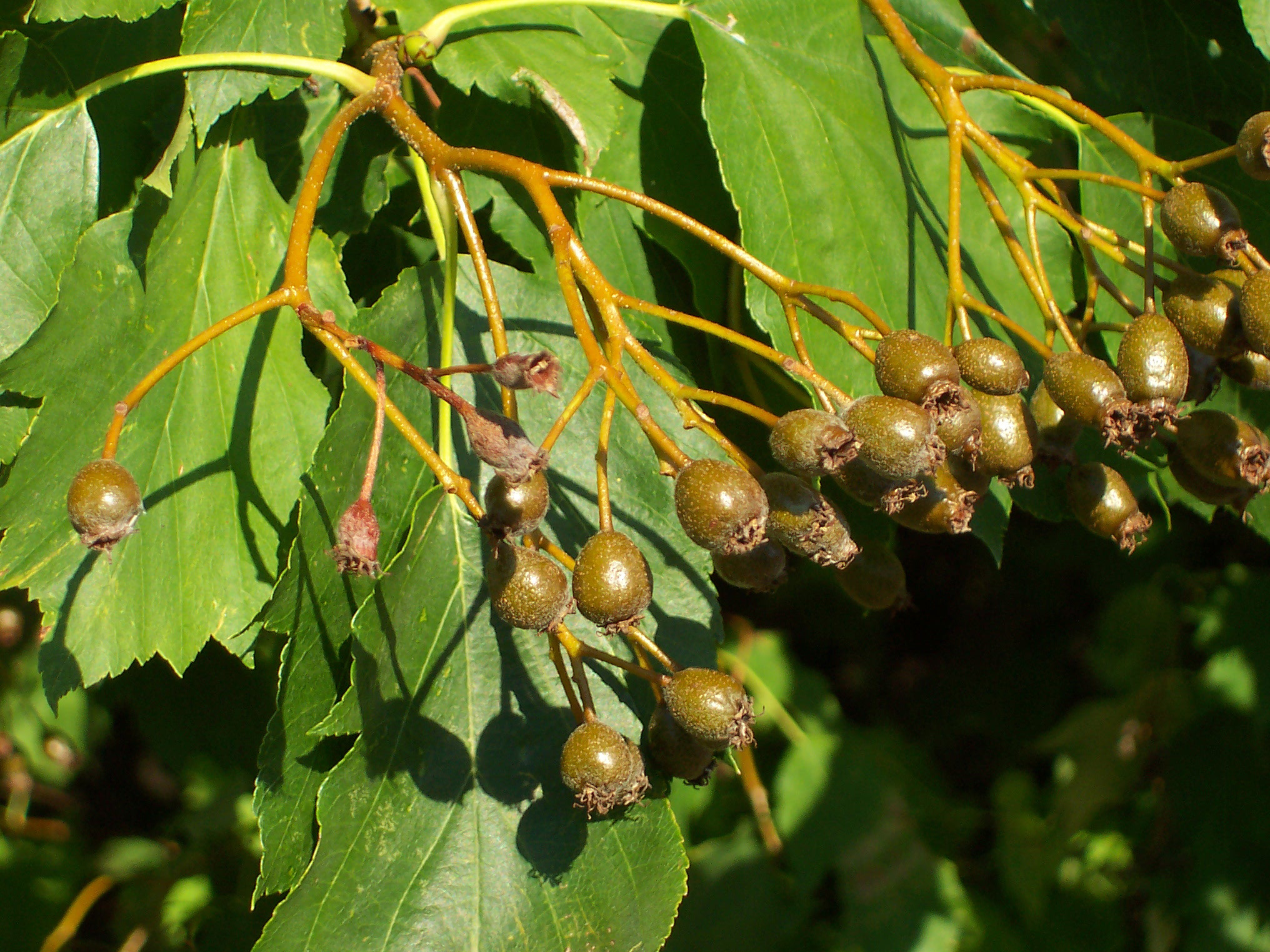
Fruchtstand

## Ökologie
Bei der Elsbeere handelt es sich um einen mesomorphen, skleromorphen Nanophanerophyten oder Phanerophyten. Eine vegetative Vermehrung erfolgt durch Wurzelsprosse. Sie ist ein Tiefwurzler. Manche Elsbeeren-Exemplare werden über zweihundert Jahre alt. Die Früchte erfahren eine Verdauungs- und Bearbeitungsausbreitung. Die Fruchtreife beginnt ab Oktober.
Die Jungbäume haben ein geringes Lichtbedürfnis, während ausgewachsene Bäume zur Entwicklung viel Licht benötigen, aber schattentolerant sind.
Die Verbreitung der Elsbeere war vielerorts mit der Niederwaldwirtschaft verknüpft. Es wurde vermutet, dass der regelmäßige Hieb die Voraussetzungen zur Verjüngung der Bestände verbesserte.
Ein häufiger natürlicher Konkurrent ist die Buche, welche als hochwachsende Schattbaumart die Elsbeere verdrängen kann.
Außer dem gelegentlichen Befall von Blattläusen kommen auf der Elsbeere keine nennenswerten Krankheiten und Schädlinge vor.
Die Elsbeere ist eine Raupen-Wirtspflanze für die Pfeileule, die Trapezeule, den Rotbuchen-Gürtelpuppenspanner und den Gelbspanner. Selten finden sich die Rostpilze Ochropsora ariae und Gymnosporangium torminali-juniperini, möglich ist auch ein Befall mit Gymnosporangium clavariiforme, Gymnosporangium confusum und Gymnosporangium tremelloides. Aus der Schweiz ist der Echte Mehltaupilz Phyllactinia mali bekannt, wobei es sich hierbei um einen Artenkomplex handeln dürfte. Aus dem Kaukasus ist Taphrina deformans beschrieben, der die Kräuselkrankheit hervorruft.

## Vorkommen

Natürliche Verbreitung der Elsbeere
× Isolierte Populationen

Das Hauptverbreitungsgebiet liegt in Mittel- und Südeuropa. Weitere Vorkommen sind in Asien und vereinzelt in Nordafrika anzutreffen. Das nördlichste Verbreitungsgebiet in Europa findet man in Dänemark. Verschiedene Standorte waren gegen Ende des 19. Jahrhunderts in Westpreußen bekannt. Die Elsbeere gehört wie auch der Speierling zum mittel- bis südeuropäischen Florenraum.
Die Elsbeere wächst meist an wärmeren Lagen, südlich exponierten Hängen und Gebirgskämmen. Sie wird als Halblichtbaumart bezeichnet und verträgt in ihrer Jugend eine Beschattung recht gut. Sie ist eine Charakterart der pflanzensoziologischen Ordnung Quercetalia pubescenti, kommt aber auch in Gesellschaften der Verbände Carpinion, Quercion roboris oder des Unterverbands Cephalanthero-Fagenion vor. Seit einigen Jahren wird die Elsbeere wieder verstärkt angepflanzt, auch in Norddeutschland und im südlichen Skandinavien.
In Deutschland findet man Elsbeerbestände in Baden-Württemberg, Rheinland-Pfalz, Niedersachsen, im südöstlichen Mecklenburg-Vorpommern, im südwestlichen und südöstlichen Nordrhein-Westfalen, Hessen, Bayern (hier vor allem im wärmeren Mainfranken), Sachsen-Anhalt, Sachsen und Thüringen. Allerdings dominiert die Elsbeere in keiner Waldgesellschaft, sie tritt einzeln oder in Gruppen auf. Die höchste bekannte Elsbeere der Welt war etwa 25 Meter hoch und stand am Hengstberg östlich Groß Lengden in Süd-Niedersachsen, bis sie im Februar 2017 durch Sturm zerbarst.

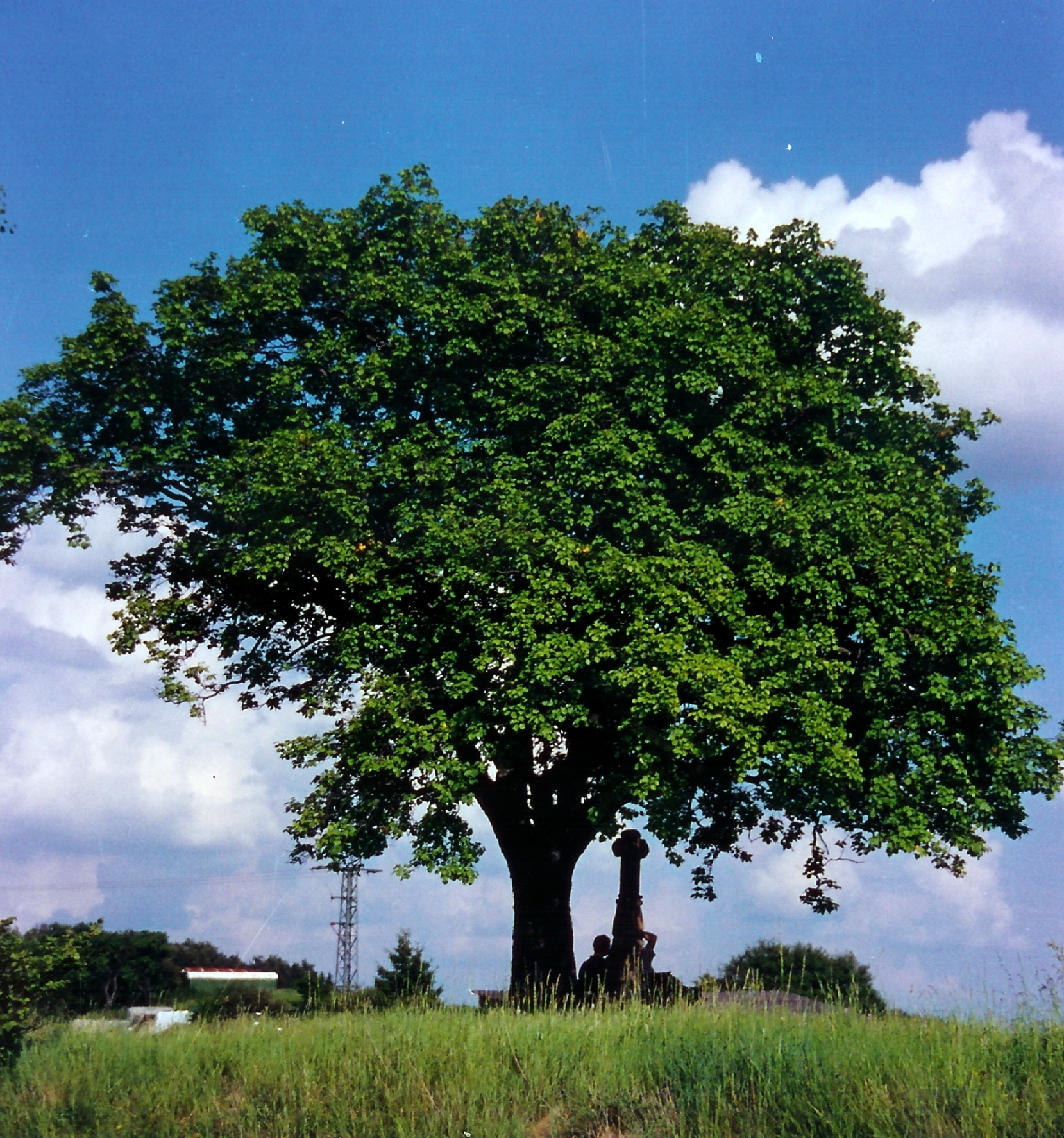
Freistehende Elsbeere bei Blankenheim im Status eines Naturdenkmals

Im Auftrag der Bundesanstalt für Landwirtschaft und Ernährung (BLE) wurden im Rahmen des Projekts Erfassung und Dokumentation genetischer Ressourcen seltener Baumarten in Deutschland in den Jahren von 2010 bis 2013 die Vorkommen von zehn seltenen heimischen Baumarten in den deutschen Wäldern ermittelt. Von der Elsbeere wurden 80.000 Individuen erfasst, vor allem in Südwest- und Mitteldeutschland. Rund die Hälfte der deutschen Elsbeeren wächst in Franken.
Elsbeeren als Solitärbäume außerhalb des Waldes sind in Deutschland – im Gegensatz etwa zu Österreich – sehr selten. Es sind nur rund ein Dutzend solcher Feld-Elsbeeren bekannt, darunter diejenige bei Weißenkirchen in Oberbayern und die Elsbeere am Ortsrand von Ripsdorf bei Blankenheim in der Eifel, ebenso das Exemplar innerhalb einer unter Naturschutz stehenden Baumgruppe in Marienrode. In Österreich gibt es einige sehr hohe Bäume in der Nähe von Brand-Laaben und Neulengbach im Wienerwald sowie in Stössing.

## Systematik
Die Erstveröffentlichung erfolgte 1753 unter dem Namen (Basionym) Crataegus torminalis durch den schwedischen Naturforscher Carl von Linné in seinem Werk Species Plantarum. Die Neukombination zu Sorbus torminalis (L.) Crantz wurde 1763 durch den deutschen Botaniker Heinrich Johann Nepomuk von Crantz veröffentlicht. Das Art-Epitheton torminalis bedeutet „Leibschmerzen lindernd“. Weitere Synonyme für Sorbus torminalis (L.) Crantz ist Pyrus torminalis (L.) Ehrh., Sorbus orientalis Schönb.-Tem., Sorbus torminalis var. orientalis Gabr.

## Trivialnamen
Die Elsbeere hat im Laufe der Jahrhunderte viele Namen erhalten, wie beispielsweise den Namen Ruhrbirne, da die Früchte ein bekanntes Mittel gegen die Ruhr waren. Weiterhin werden oder wurden auch die Trivialnamen Alzbeere, Adlerbeere, Adlitzbeere, Atlasbaum, Atlasbeere, Atlaskirsche, Arisbeere, Arlsbeere, Arlesbeere, Arlkirsche, Darmbeere, Els-Vogelbeere, Elzbeere, Elze, Frauenbeeri, Krause Else, Sauerbirl, Schöne Else, Schweizer Birnbaum und Wilder Sperber(baum) verwendet. In Mecklenburg auch Spirbom, Elritzenbom oder Huttelbeerbom.

## Verwendung

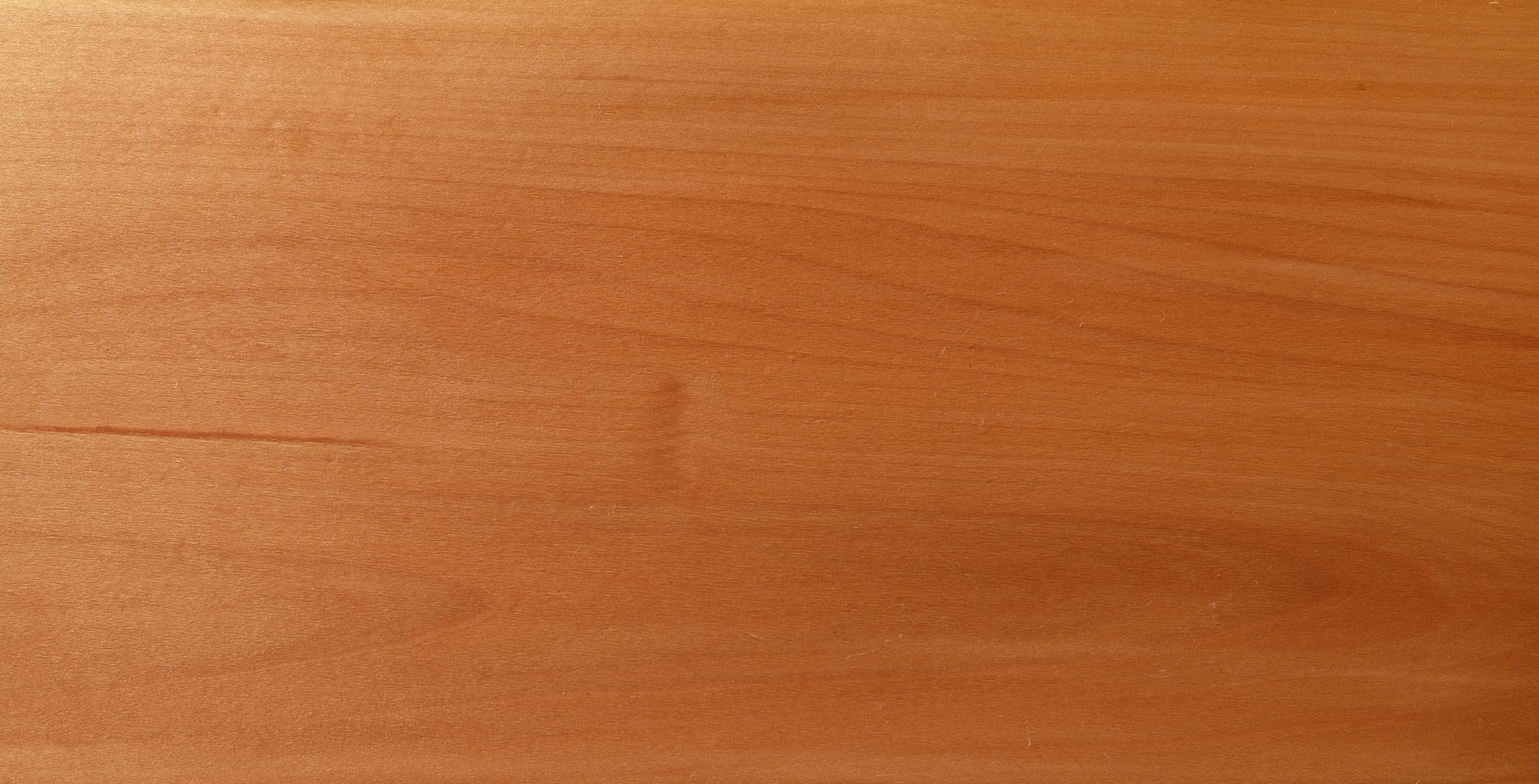
Holz

Das teure Holz der Elsbeere ist eines der härtesten europäischen Hölzer. Es ist zerstreutporig, der Kern wird normalerweise nicht farblich abgesetzt. Es arbeitet und wirft sich beim Trocknen sehr, ist zäh und gleichzeitig elastisch. Wegen seiner Ähnlichkeit zur Birne wird Elsbeere zusammen mit anderen Sorbus-Arten (Speierling, Mehlbeere, Vogelbeere) unter der Handelsbezeichnung Schweizer Birnbaum verkauft. „Schweizer Birnbaum“ wurde von vielen (europäischen) Herstellern (u. a. Aristo, Faber-Castell, Albert Nestler Zeichentechnik) für die Herstellung hochwertiger hölzerner Rechenschieber verwendet.
Das Holz erzielt manchmal bei passender Nachfrage hohe Preise, ist im frischen Zustand hell mit samtiger Oberfläche (Seidenholz) und dunkelt rötlich nach. Das Furnier wird für die Möbelschreinerei verwendet. Das Holz findet weiterhin Anwendung im Holzblasinstrumentenbau.
Die kleinen, apfelartigen Früchte sind essbar, jedoch adstringierend. Erst wenn sie überreif oder gekocht sind, ist das Tannin abgebaut. Überreife Früchte sind bei Vögeln sehr beliebt. Deshalb ist es wichtig, die Früchte rechtzeitig zu ernten. Dies muss von Hand erfolgen, die Früchte sind nicht schüttelbar.
Besonders im Elsass wird aus den Früchten der Elsbeere unter dem französischen Namen Alisier ein im Geschmack dem Schlehenschnaps ähnlicher Schnaps hergestellt. In Österreich nennt er sich neben Elsbeerenbrand auch Adlitzbeerenschnaps (dial. Oadlatzbeerschnaps). Die Ausbeute ist allerdings sehr gering: Für 2 Liter Schnaps benötigt man 100 Liter Maische. In Österreich wird der Elsbeerenbrand mit der Heimat in Niederösterreich auch im Register der Traditionellen Lebensmittel geführt. Der Wiesenwienerwald, eine Region im westlichen Wienerwald, wo die Elsbeere auch zu verschiedenen Produkten wie Marmelade oder Honig verarbeitet oder beigegeben wird, wird touristisch und kulinarisch unter der Marke Wiesenwienerwald Elsbeere vermarktet.
Die Elsbeere hat durch die rote Herbstfärbung einen hohen Zierwert.

## Sonstiges
Theologen des Kirchlichen Forschungsheims in der Lutherstadt Wittenberg kürten 1999 als ihren Beitrag zum damaligen Lutherin-Jahr die Elsbeere zum Lutherin-Baum. Sie hatten herausgefunden, dass Martin Luthers Frau Katharina von Bora Elsbeeren als Heilmittel verwendete und Luther in einem Brief seinen Freund Johannes Agricola darum gebeten hatte, ihm für seine Frau die Früchte aus Eisleben mitzubringen. Als Pendant zur berühmten Luthereiche in Wittenberg pflanzten sie vor ihrem Institut eine Elsbeere als Lutherin-Baum und machten unter anderem mit einem zweisprachigen Schild darauf aufmerksam. Dem Beispiel folgend pflanzte 2001 auch die Umweltgruppe der evangelischen Kirchengemeinde Unna-Lünern zu ihrer Luthereiche einen Lutherin-Baum.

## Baum des Jahres
In Deutschland wurde die Elsbeere für das Jahr 2011 und in Österreich für 2012 zum Baum des Jahres gewählt.